# Abeillia abeillei
Abeillia abeillei là một loài chim trong họ Trochilidae. Nó được tìm thấy ở Belize, El Salvador, Guatemala, Honduras, México, và Nicaragua. Môi trường sống tự nhiên của nó là cá khu rừng trên nhiệt đới hoặc cận nhiệt đới và các khu rừng trước đây bị phá hủy mạnh.